# Spodumen
Spodumen je inosilikatni piroksenski mineral kemijske formule LiAl(SiO3)2 ili LiAl[Si2O6]. Koristi se kao izvor litija. Raznobojan je, bezbojan do žućkast, ružičaste do ljubičaste varijetete nazivamo kunzitom (vidi dolje), a žućkastozelene do smaragdno zelene hidenitom (vidi dolje). Kristali su mu prizmatični, često veliki. Monokristali mogu narasti i do 10 metara u dužinu, a takvi primjerci pronađeni su u Južnoj Dakoti (Black Hills). 
Mineral kristalizira u monoklinskom kristalnom sustavu i obično su jako isprutani paralelno osi c. Kristalne plohe često su markirane trokutastim udubljenjima. 

## Porijeklo imena
Spodumen vuče porijeklo imena iz grčkog jezika, a znači "izgoren do pepela", a taj naziv dobio je prema neprozirnom pepeljastom izgledu materijala prerađenog za upotrebu u industrijske svrhe.

## Ležišta i nalazišta
Spodumen se pojavljuje u litijem bogatim granitiima i pegmatitima. Prozirni primjerci od davnina su se koristili kao drago kamenje, a varijeteti kunzit i hidenit poznati su prema jakom pleokroizmu. 
Poznatiji lokaliteti s ležištima spodumena nalaze se u Brazilu, na Madagaskaru, SAD-u (Sjeverna Karolina, Kalifornija), Afganistanu i Pakistanu. 

## Kunzit
Kunzit je tvrdi ružičasti dragi kamen, varijetet spodumena kojemu ružičasta boja dolazi od mangana. Dragulj može biti zagrijan da bi mu se pojačala prvobitna boja, koja je i karakteristična boja za kuncit. Ime je dobio prema G. F. Kunzu, koji ga je otkrio u Connecticutu, SAD, 1902. Danas se najviše vadi u Brazilu, SAD-u, Kanadi,  na prostoru država ZND-a, Meksiku, Švedskoj, Zapadnoj Australiji, Afganistanu i Pakistanu.

## Hidenit
Hidenit je zeleni varijetet spodumena prvi put otkriven u rudniku Rist-Ellis u Hiddenitu, u Sjevernoj Karolini (SAD), po čemu je i dobio ime. Ponekad se, kao i kunzit, koristi kao dragi kamen.